# Nazionale maschile di pallavolo della Guyana
La nazionale di pallavolo maschile della Guyana è una squadra sudamericana composta dai migliori giocatori di pallavolo della Guyana ed è posta sotto l'egida della Federazione pallavolistica della Guyana.

## Risultati

### Competizioni CSV
| 1951 | non qualificata | -            |
| 1956 | non qualificata | -            |
| 1958 | non qualificata | -            |
| 1961 | non qualificata | -            |
| 1962 | non qualificata | -            |
| 1964 | non qualificata | -            |
| 1967 | non qualificata | -            |
| 1969 | 8º posto        | Convocazioni |
| 1971 | non qualificata | -            |
| 1973 | non qualificata | -            |
| 1975 | non qualificata | -            |
| 1977 | non qualificata | -            |
| 1979 | non qualificata | -            |
| 1981 | non qualificata | -            |
| 1983 | non qualificata | -            |
| 1985 | non qualificata | -            |
| 1987 | non qualificata | -            |
| 1989 | non qualificata | -            |
| 1991 | non qualificata | -            |
| 1993 | non qualificata | -            |
| 1995 | non qualificata | -            |
| 1997 | 10º posto       | Convocazioni |
| 1999 | non qualificata | -            |
| 2001 | non qualificata | -            |
| 2003 | non qualificata | -            |
| 2005 | non qualificata | -            |
| 2007 | non qualificata | -            |
| 2009 | non qualificata | -            |
| 2011 | non qualificata | -            |
| 2013 | non qualificata | -            |
| 2015 | 8º posto        | Convocazioni |
| 2017 | non qualificata | -            |
| 2019 | non qualificata | -            |
| 2021 | non qualificata | -            |
| 2023 | non qualificata | -            |